# Nunzio Ferraiuoli
Pour les articles homonymes, voir Ferraioli.
Nunzio Ferraiuoli, ou Ferraioli, né en 1661 dans la civitas de Nocera dei Pagani (it) et mort en 1735 à Bologne, est un peintre baroque italien.

## Biographie
Nunzio Ferraiuoli naît en 1661 à Nocera dei Pagani (Luigi Crespi place quant à lui sa naissance à 1660). À l'âge de dix-huit ans, il devient élève de Luca Giordano, puis Francesco Solimena. Il se faisait appeler Ferraiuoli degli Afflitti, pour se différencier des autres familles avec le même nom de famille. Le jeune peintre déménage à Bologne en 1682, où il est élève de Giovan Gioseffo Dal Sole. Il aurait réalisé quelques fresques ovales pour la sacristie de l'église du Très-Saint-Sauveur de Bologne vers 1706, année pendant laquelle Angelo Malavena attribue à mal Ferraiuoli comme étant un peintre figuriste dans son ouvrage Pitture di Bologna. 
Dans les années 1730, aux côtés de peintre Rococo et de l'école de Venise, Ferraiuoli décore des tombeaux allégoriques commandés par le marchand irlandais Owen McSweeney. Il est choisi pour sa capacité à reproduire le style pitturesque de Salvator Rosa. Ferraiuoli meurt à Bologne en 1735. Il a eu comme élèves Carlo Lodi et Bernardo Minozzi, le premier ayant suivant son style, mais le second s'étant adapté à son propre style.

## Analyse du style
Il est décrit comme un important peintre paysagiste bolonais du XVIIIe siècle par Pellegrino Antonio Orlandi, comparable à Nicolas Poussin, Paul Bril ou encore Claude Lorrain, mais ces dires sont considérés comme exagérés pour certains historiens comme Luigi Lanzi, qui note que les deux étaient plutôt proches, d'où cette exagération. Au-delà de ces exagérations, beaucoup comme Luigi Crespi et Giampietro Zanotti, qui s'accordent à dire que Ferraiuoli a tout de même apporté un plus grand sens du contraste optique dans la peinture classiciste et albanaise, dérivé du style de Salvator Rosa. D'autres comme Wart Arslan (de) disent que l'art de Ferraiuoli était plutôt terne et qu'il s'est éloigné de la tradition napolitaine. 

## Œuvres

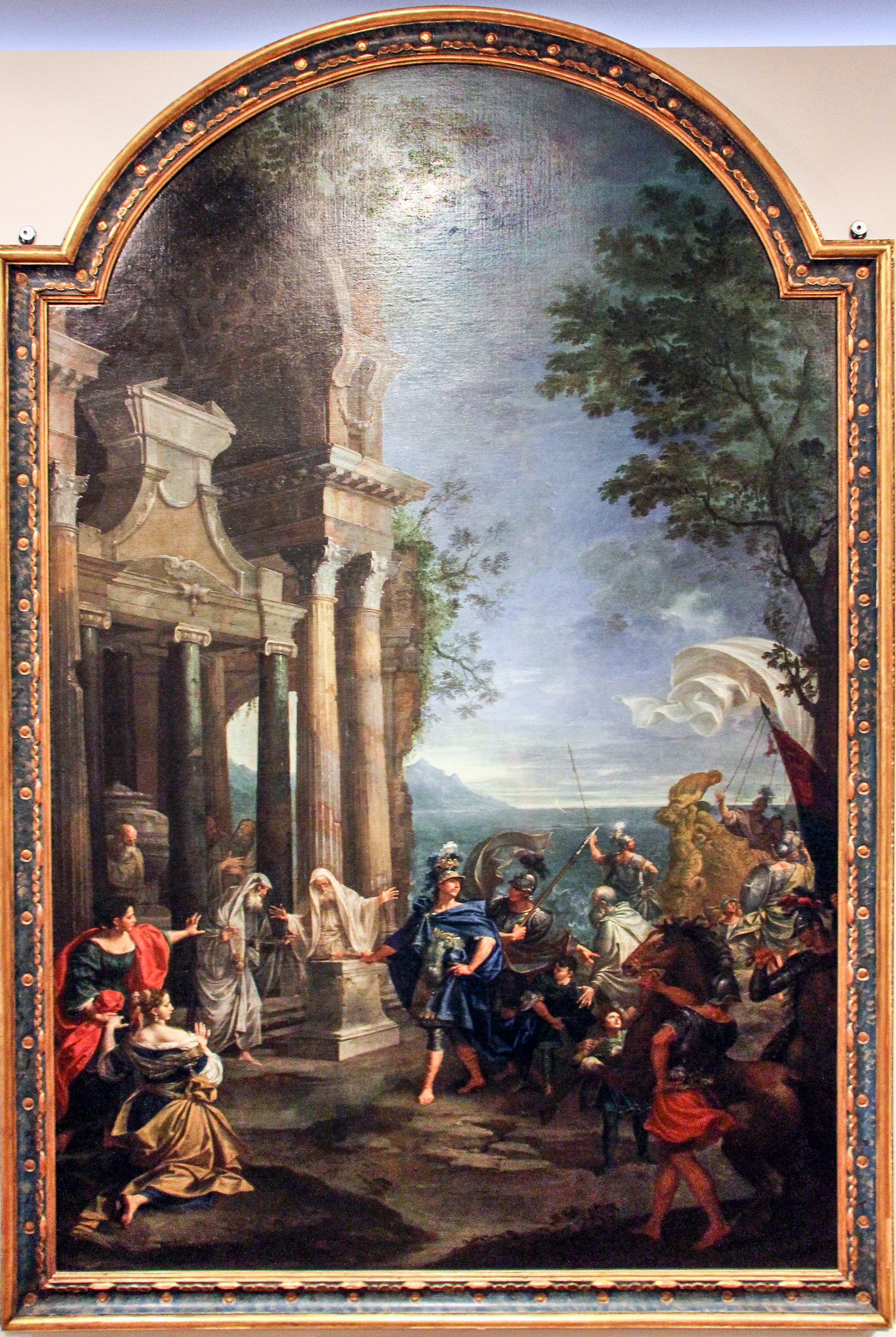
Tomba allegorica di Lord torrington, Donato Creti, Nunzio Ferraiuoli et Carlo di Francesco Besoli, ca. 1730.

L'œuvre de Nunzio Ferraiuoli est constitué presque uniquement de paysages. Il affectionne particulièrement les petites toiles ou les palettes de cuivre, sur lesquelles il pouvait y être plus intimiste. Ce côté bucolique peut être noté sur deux peintures à l'huile sur cuivre exposés à la Galleria Estense de Modène.  